# Panopeus herbstii
Panopeus herbstii is een krabbensoort uit de familie van de Panopeidae. De wetenschappelijke naam van de soort is voor het eerst geldig gepubliceerd in 1834 door Henri Milne Edwards.